# Manuel Girona Rubio
Manuel Girona Rubio (Sagunto, 1939) es un economista y político español. Fue el primer presidente de la Diputación de Valencia (1979-1983) después de la dictadura franquista y alcalde de Sagunto (1991-1997).

## Biografía
Licenciado en Ciencias económicas, ha colaborado en numerosas publicaciones como periodista y dirigió durante quince años una editorial de publicaciones de cromos infantiles en la ciudad de Valencia.
Formó parte de los Grups d'Acció i Reflexió Socialista, que posteriormente se integraron en el Partit Socialista del País Valencià (PSPV). Con la incorporación del histórico PSPV en el Partido Socialista Obrero Español (PSOE), actual PSPV-PSOE, fue elegido concejal de Sagunto y presidente de la diputación provincial de Valencia tras las elecciones municipales de 1979 gracias al pacto alcanzado entre el PSPV-PSOE y el Partido Comunista del País Valenciano, sustituyendo en el cargo a Ignacio Carrau. Desde este puesto de responsabilidad, Manuel Girona, reorganizó la institución y puso especial énfasis en promover la identidad nacional valenciana, lo que provocó que el propio PSPV no lo renovara el cargo. Durante esta etapa también fue víctima de diversas acciones por parte de organizaciones ultraderechistas en el marco de la llamada Batalla de Valencia, como en septiembre de 1979, en Cuart de Poblet, donde fue agredido durante una visita con Josep Lluis Albinyana (presidente del Consejo del País Valenciano, ente preautonómico de la Comunidad Valenciana) cuando asistían a un pleno municipal.
Fue también el primer Síndico de Cuentas de la Comunidad Valenciana (1986-1991). En 1991 fue elegido alcalde de Sagunto con el 37,25% de los votos. Volvió a presentarse a las elecciones de 1995 y revalidó el cargo, con mayoría relativa. En 1997, el Partido Popular junto a Unitat del Poble Valencià (UPV), Centro Democrático y Social (CDS) y una candidatura independiente, presentaron y ganaron una moción de censura contra Girona, que debió abandonar el puesto en beneficio del popular, Silvestre Borrás Azcona.
Manuel Girona es también autor de tres libros: Minería y Siderurgia en Sagunto (1900-1936) (1989), Arqueología Industrial en Sagunto (1991) y Una miliciana en la columna de hierro (2011), referido este último a María La Jabalina.